# Fuerzas Armadas de Macedonia del Norte
El Ejército de la República de Macedonia del Norte (en macedonio: Армија на Република Северна Македонија, APCM, ARSM) es el ejército de Macedonia del Norte. El ejército está organizado, preparado y entrenado para llevar a cabo la lucha armada y el combate y otras acciones para lograr su función constitucional de defender la independencia y la integridad territorial de Macedonia del Norte.
El ejército está formado por las fuerzas terrestres y la fuerza aérea, que se dividen a su vez en ramas y servicios. Al no tener salida al mar, no tenía armada. El ejército tiene una composición permanente y fuerzas de reserva. Desde 2005, es una fuerza de defensa totalmente profesional compatible con los estándares de la OTAN. El 27 de marzo de 2020, Macedonia del Norte se unió a la OTAN como el 30º miembro.